# Quicksort
O algoritmo quicksort é um método de ordenação muito rápido e eficiente, inventado por C.A.R. Hoare em 1960, quando visitou a Universidade de Moscovo como estudante. Naquela época, Hoare trabalhou em um projeto de tradução de máquina para o National Physical Laboratory.
Ele criou o quicksort ao tentar traduzir um dicionário de inglês para russo, ordenando as palavras, tendo como objetivo reduzir o problema original em subproblemas que possam ser resolvidos mais fácil e rápido.
Foi publicado em 1962 após uma série de refinamentos.
O quicksort é um algoritmo de ordenação por comparação não-estável.

## O algoritmo computacional

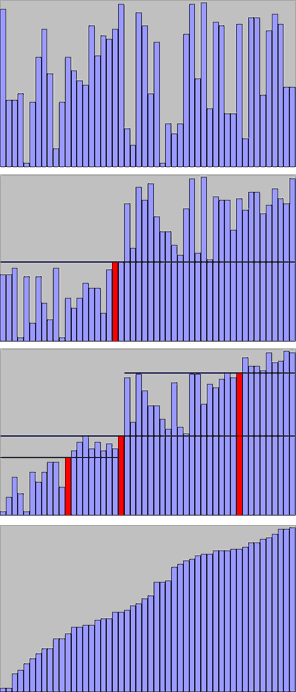
Algumas etapas do algoritmo quicksort.

O quicksort adota a estratégia de divisão e conquista. A estratégia consiste em rearranjar as chaves de modo que as chaves "menores" precedam as chaves "maiores". Em seguida o quicksort ordena as duas sublistas de chaves menores e maiores recursivamente até que a lista completa se encontre ordenada. Os passos são:
1. Escolha um elemento da lista, denominado pivô;
2. Particiona: rearranje a lista de forma que todos os elementos anteriores ao pivô sejam menores que ele, e todos os elementos posteriores ao pivô sejam maiores que ele. Ao fim do processo o pivô estará em sua posição final e haverá duas sub listas não ordenadas. Essa operação é denominada partição;
3. Recursivamente ordene a sub lista dos elementos menores e a sub lista dos elementos maiores;

O caso base da recursão são as listas de tamanho zero ou um, que estão sempre ordenadas. O processo é finito, pois a cada iteração pelo menos um elemento é posto em sua posição final e não será mais manipulado na iteração seguinte.
A escolha do pivô e os passos do Particiona podem ser feitos de diferentes formas e a escolha de uma implementação específica afeta fortemente a performance do algoritmo.

### Método de partição de Lomuto
Método atribuído a Nico Lomuto e popularizado por Bentley em seu livro Programming Pearls e por Cormen et al. no livro Introduction to Algorithms. Este método escolhe um pivô tipicamente no início ou no final do array. O Particiona recebe como parâmetro dois índices do array, lo e hi, que será a parte do array a ser particionada, então escolhe-se um índice i e percorre-se o array usando outro índice j realizando trocas, quando necessário, a fim de que todos os elementos menores ou iguais ao pivô fiquem antes do índice i e os elementos i + 1 até hi, ou j - 1, sejam maiores que o pivô . Esta é a maneira mais simples e fácil de entender, geralmente utilizada como uma introdução ao quicksort, entretanto é menos eficiente que o método Hoare. Este Método decai para O(n2) quando o array já está ordenado ou quando só possui elementos iguais. Existem várias formas para melhorar a eficiência do algoritmo através da escolha do pivô, lidar com elementos iguais, usar outros algoritmos para pequenos arrays como o Insertion sort e assim por diante.

## Complexidade
- Complexidade de tempo:

### Comportamento no pior caso
O pior caso de particionamento ocorre quando o elemento pivô divide a lista de forma desbalanceada, ou seja, divide a lista em duas sub listas: uma com tamanho 0 e outra com tamanho n - 1 (no qual n se refere ao tamanho da lista original). Isso pode ocorrer quando o elemento pivô é o maior ou menor elemento da lista, ou seja, quando a lista já está ordenada, ou inversamente ordenada.
Se isso acontece em todas as chamadas do método de particionamento, então cada etapa recursiva chamará listas de tamanho igual à lista anterior - 1. Teremos assim, a seguinte relação de recorrência:{\displaystyle T(n)=T(n-1)+T(0)+\theta (n)}{\displaystyle T(n-1)+\theta (n)}
Se somarmos os custos em cada nível de recursão, teremos uma série aritmética que tem valor {\displaystyle \theta (n^{2})}, assim, o algoritmo terá tempo de execução igual à {\displaystyle \theta (n^{2})}.

### Comportamento no melhor caso
O melhor caso de particionamento acontece quando ele produz duas listas de tamanho não maior que n/2, uma vez que uma lista terá tamanho [n/2] e outra tamanho [n/2] - 1. Nesse caso, o quicksort é executado com maior rapidez. A relação de recorrência é a seguinte:
{\displaystyle T(n)\leq 2T({\frac {n}{2}})+\theta (n)}
que, a partir do teorema mestre, terá solução {\displaystyle T(n)=O(n*log(n))}.
- Complexidade de espaço: {\displaystyle \theta (log_{2}n)} no melhor caso e no caso médio e {\displaystyle \theta (n)} no pior caso. R. Sedgewick desenvolveu uma versão do quicksort com partição recursão de cauda que tem complexidade {\displaystyle \theta (n^{2})} no pior caso.

## Quicksort utilizando dois ou mais pivôs

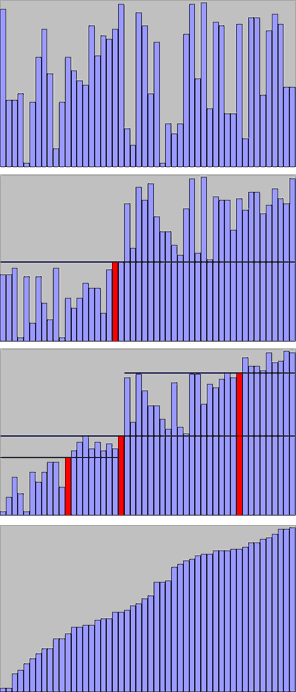
Algumas etapas do algoritmo quicksort.

Dentre inúmeras tentativas de melhorar a eficiência do quicksort clássico, em 2009 foi proposto por Yaroslavskiy (2009) o Dual-Pivot Quicksort , onde são utilizados 2 pivôs, particionando um array de entrada em 3 partes. Yaroslavskiy demonstra que o uso de dois pivôs é mais eficaz, especialmente quando possui uma quantidade maior de dados de entrada, comprovando a sua vantagem em relação ao algoritmo quicksort clássico.
O algoritmo Dual-Pivot Quicksort, particiona um array de entrada de dados de diferentes dados primitivos (tais como, int, char, double float e long) em três partes, utilizando dois pivôs P1 e P2. Desse modo, estabelecem os seguintes ponteiros, L, K, G e left e right(índices para o primeiro e último elementos).
Segue abaixo a descrição do algoritmo.
1. Para pequenos vetores (tamanho < 17) utilizar o algoritmo Insertion Sort.
2. Escolha dois pivôs (P1 e P2), podemos escolher por exemplo, o primeiro (a[left]) elemento como P1 e o último como P2.
3. P1 deve ser menor do que o P2, caso contrário, eles são trocados. Então, existem as seguintes partes:
  1. Parte I: com índices elemento mais a esquerda, de left até L-1 contendo os elementos que são menores que o P1.
  2. Parte II: com índices de L até K-1 contendo os elementos maiores ou iguais a P1 e menores ou iguais a P2.
  3. Parte III: Com índices de G + 1 até o último elemento a direita, contendo os elementos superiores P2.
  4. Parte IV: contendo os elementos a ser examinados com índices de K até G
4. O próximo elemento na posição K pertencente a parte IV é comparado com os pivôs P1 e P2, e alocado na parte correspondente, I, II ou III.
5. Os ponteiros L, K e G são alterados nas direções correspondentes.
6. Os passos 4 e 5 são repetidos enquanto G se aproxima de K.
7. O pivô P1 é trocado com o último elemento da parte I, o pivô P2 é trocado com o primeiro elemento da parte III.
8. As etapas 1 e 7 são repetidas de forma recursiva para cada parte I, II e III.

Também foi demonstrado por Yaroslavskiy que para ordenação de dados primitivos é mais eficiente a utilização do quicksort de 3 partições, sendo o número médio de comparações do Dual-Pivot Quicksort é {\displaystyle {\mathcal {(}}{2})n\ln(n)}, e o número médio de trocas é {\displaystyle {\mathcal {(}}{0,8})n\ln(n)}, enquanto a versão clássica do algoritmo Quicksort possui {\displaystyle {\mathcal {(}}{2})n\ln(n)} e {\displaystyle {\mathcal {(}}1)n\ln(n)}, respectivamente.
Uma experimento realizado pelo Budiman, Zamzami e Rachmawati (2017), foi proposto, implementado e realizado experimentos com os algoritmos quicksort clássico e quicksort com dois, três, quatro e cinco pivôs. Analisando os resultados experimentais notou-se que o quicksort com um único pivô é o mais lento entre as cinco. Em segundo lugar, analisando o uso de até 5 pivôs foi comprovado que quanto mais pivôs são utilizados em um algoritmo quicksort, mais rápido seu desempenho se torna. Em terceiro lugar, o aumento de velocidade resultante da adição de mais pivôs tende a diminuir gradualmente.

## Comparação com outros algoritmos de ordenação

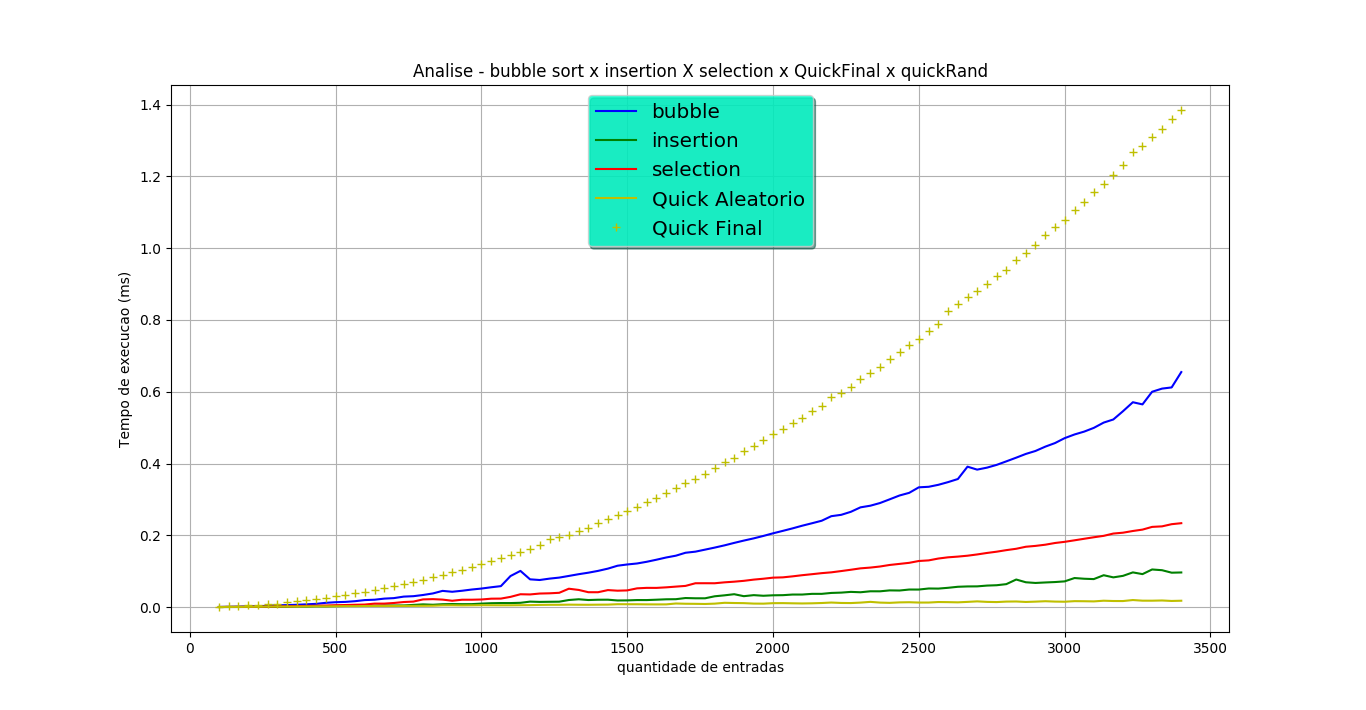
Gráfico comparativo, exibindo o comportamento assintótico de alguns algorítmos de ordenação.

O quicksort é uma versão optimizada de uma árvore binária ordenada. Em vez de introduzir itens sequencialmente numa árvore explicita, o quicksort organiza-os correntemente na árvore onde está implícito, fazendo-o com chamadas recursivas à mesma. O algoritmo faz exactamente as mesmas comparações, mas com uma ordem diferente.
O algoritmo que mais se familiariza com o quicksort é o Heapsort. Para o pior caso neste algoritmo temos {\displaystyle {\mathcal {O}}(n\log 2n).} Mas, o Heapsort em média trata-se de um algoritmo mais lento que o quicksort, embora essa afirmação já tenha sido muito debatida. No quicksort permanece o caso do pior caso, à exceção quando se trata de usar a variante Intro sort, que muda para Heapsort quando um pior caso é detectado. Caso se saiba à partida que será necessário o uso do heapsort é aconselhável usá-lo directamente, do que usar o introsort e depois chamar o heapsort, torna mais rápido o algoritmo.
O quicksort também compete com o Mergesort, outro algoritmo de ordenação recursiva, tendo este o benefício de ter como pior caso  {\displaystyle {\mathcal {O}}(n\log n).} Mergesort, ao contrário do quicksort e do Heapsort, é estável e pode facilmente ser adaptado para operar em listas encadeadas e em listas bastante grandes alojadas num tipo de acesso lento a média como um Network-Attached Storage ou num disco. Embora o quicksort possa ser operado em listas encadeadas, por vezes escolhendo um mau pivô sem acesso aleatório. A maior desvantagem do Mergesort é que quando opera em arrays, requer {\displaystyle {\mathcal {O}}(n)} de espaço para o melhor caso, considerando que o quicksort com um particionamento espacial e com recursão utiliza apenas  {\displaystyle {\mathcal {O}}(\log n)} de espaço.
Bucket sort com dois buckets é muito parecido ao quicksort (quase idêntico), o pivô neste caso é garantidamente o valor do meio do vector.

## Implementações

### Pseudocódigo
Em pseudocódigo, o quicksort ordena elementos do índice {\displaystyle i_{0}} até {\displaystyle H_{i}} de um array A pode ser escrito da seguinte forma:
```
procedimento QuickSort(X[], IniVet, FimVet)
var
   i, j, pivo, aux
início
   i <- IniVet
   j <- FimVet
   pivo <- X[(IniVet + FimVet) div 2]
   enquanto(i <= j)
    |      enquanto (X[i] < pivo) faça
    |       |   i <- i + 1
    |      fimEnquanto
    |      enquanto (X[j] > pivo) faça
    |       |   j <- j - 1
    |      fimEnquanto
    |      se (i <= j) então
    |       |   aux  <- X[i]
    |       |   X[i] <- X[j]
    |       |   X[j] <- aux
    |       |   i <- i + 1
    |       |   j <- j - 1
    |      fimSe
   fimEnquanto
   se (IniVet < j) então
    |  QuickSort(X, IniVet, j)
   fimSe
   se (i < FimVet) então
    |  QuickSort(X, i, FimVet)
   fimSe
fimProcedimento

```

ou de outra maneira, como:
```
algorithm quicksort(A, lo, hi) is
    if lo < hi then
        p := particiona(A, lo, hi)
        quicksort(A, lo, p – 1)
        quicksort(A, p + 1, hi)

algorithm particiona(A, lo, hi) is
    pivot := A[hi]
    i := lo - 1    
    for j := lo to hi - 1 do
        if A[j] < pivot then
            i := i + 1
            swap A[i] with A[j]
    if pivot < A[i + 1] then
        swap A[i + 1] with A[hi]
    return i + 1

```

### Python
Uma versão do algoritmo na linguagem Python 3 poderia ser escrito da seguinte forma:
```
def
 
quick_sort
(
a
,
 
ini
=
0
,
 
fim
=
None
):

    
fim
 
=
 
fim
 
if
 
fim
 
is
 
not
 
None
 
else
 
len
(
a
)

    
if
 
ini
 
<
 
fim
:

        
pp
 
=
 
particao
(
a
,
 
ini
,
 
fim
)

        
quick_sort
(
a
,
 
ini
,
 
pp
)

        
quick_sort
(
a
,
 
pp
 
+
 
1
,
 
fim
)

    
return
 
a

def
 
particao
(
a
,
 
ini
,
 
fim
):

    
# para uma versão com partição aleatória

    
# descomente as próximas três linhas:

    
# from random import randrange

    
# rand = randrange(ini, fim)

    
# a[rand], a[fim - 1] = a[fim - 1], a[rand]

    
pivo
 
=
 
a
[
fim
 
-
 
1
]

    
for
 
i
 
in
 
range
(
ini
,
 
fim
):

        
if
 
a
[
i
]
 
<=
 
pivo
:

            
a
[
i
],
 
a
[
ini
]
 
=
 
a
[
ini
],
 
a
[
i
]

            
ini
 
+=
 
1

    
return
 
ini
 
-
 
1

a
 
=
 
[
8
,
 
5
,
 
12
,
 
55
,
 
3
,
 
7
,
 
82
,
 
44
,
 
35
,
 
25
,
 
41
,
 
29
,
 
17
]

print
(
a
)

print
(
quick_sort
(
a
))

```

### C++
Uma versão em C++ do primeiro pseudocódigo é expressa da seguinte maneira:
```
#include
 
<iostream>

void
 
quicksort
(
int
 
values
[],
 
int
 
begin
,
 
int
 
end
)

{

    
if
 
(
begin
 
>=
 
end
 
-
 
1
)
 
return
;
 
// Caso base: array de 1 ou 0 elementos já está ordenado

    
int
 
i
 
=
 
begin
,
 
j
 
=
 
end
 
-
 
1
;

    
int
 
pivo
 
=
 
values
[
begin
 
+
 
(
end
 
-
 
begin
)
 
/
 
2
];

    
int
 
aux
;

    
while
 
(
i
 
<=
 
j
)

    
{

        
while
 
(
i
 
<
 
end
 
&&
 
values
[
i
]
 
<
 
pivo
)

            
i
++
;

        
while
 
(
j
 
>=
 
begin
 
&&
 
values
[
j
]
 
>
 
pivo
)

            
j
--
;

        
if
 
(
i
 
<=
 
j
)

        
{

            
aux
 
=
 
values
[
i
];

            
values
[
i
]
 
=
 
values
[
j
];

            
values
[
j
]
 
=
 
aux
;

            
i
++
;

            
j
--
;

        
}

    
}

    
if
 
(
begin
 
<
 
j
)

        
quicksort
(
values
,
 
begin
,
 
j
 
+
 
1
);

    
if
 
(
i
 
<
 
end
)

        
quicksort
(
values
,
 
i
,
 
end
);

}

int
 
main
()

{

    
int
 
array
[
10
]
 
=
 
{
5
,
 
8
,
 
1
,
 
2
,
 
7
,
 
3
,
 
6
,
 
9
,
 
4
,
 
10
};

    
std
::
cout
 
<<
 
"Array antes da ordenação: "
;

    
for
 
(
int
 
i
 
=
 
0
;
 
i
 
<
 
10
;
 
i
++
)

    
{

        
std
::
cout
 
<<
 
array
[
i
]
 
<<
 
' '
;

    
}

    
std
::
cout
 
<<
 
std
::
endl
;

    
quicksort
(
array
,
 
0
,
 
10
);

    
std
::
cout
 
<<
 
"Array ordenado: "
;

    
for
 
(
int
 
i
 
=
 
0
;
 
i
 
<
 
10
;
 
i
++
)

    
{

        
std
::
cout
 
<<
 
array
[
i
]
 
<<
 
' '
;

    
}

    
std
::
cout
 
<<
 
std
::
endl
;

    
return
 
0
;

}

```

Tendo os valores como saída respectivamente, desorganizados e organizados através da função quicksort;
```
Array antes da ordenação: 5 8 1 2 7 3 6 9 4 10

Array ordenado: 1 2 3 4 5 6 7 8 9 10

```

Há também uma implementação padrão deste algorítimo melhor detalhada no seguinte endereço função qsort

### Haskell
Uma versão do algoritmo em Haskell poderia ser escrito da seguinte forma:
```
quicksort
 
::
 
(
Ord
 
a
)
 
=>
 
[
a
]
 
->
 
[
a
]
  

quicksort
 
[]
 
=
 
[]
  

quicksort
 
(
x
:
xs
)
 
=
 

    
let
 
smallerSorted
 
=
 
quicksort
 
[
a
 
|
 
a
 
<-
 
xs
,
 
a
 
<=
 
x
]
  

        
biggerSorted
 
=
 
quicksort
 
[
a
 
|
 
a
 
<-
 
xs
,
 
a
 
>
 
x
]
  

    
in
  
smallerSorted
 
++
 
[
x
]
 
++
 
biggerSorted

```

Partindo de uma lista inicial [10,2,5,3,1,6,7,4,2,3,4,8,9], teremos:
```
ghci
>
 
quicksort
 
[
10
,
2
,
5
,
3
,
1
,
6
,
7
,
4
,
2
,
3
,
4
,
8
,
9
]
  

[
1
,
2
,
2
,
3
,
3
,
4
,
4
,
5
,
6
,
7
,
8
,
9
,
10
]

```

### V
```
// ifirst_part: index of first element of partition

// ilast_part: index of last element of partition

fn
 
partition
<
T
>
(
mut
 
array_to_sort
 
[]
T
,
 
ifirst_part
 
int
,
 
ilast_part
 
int
,
 
compare
 
fn
 
(
a
 
T
,
 
b
 
T
)
 
bool
)
 
int
 
{

  
pivot
 
:
=
 
array_to_sort
[
ilast_part
]

  
mut
 
i
 
:
=
 
ifirst_part
 
-
 
1

  
for
 
j
 
in
 
ifirst_part
..
ilast_part
 
{

    
if
 
compare
(
array_to_sort
[
j
],
 
pivot
)
 
{

      
i
++

      
//if i != j {

        
array_to_sort
[
i
],
 
array_to_sort
[
j
]
 
=
 
array_to_sort
[
j
],
 
array_to_sort
[
i
]

        
/*tmp := array_to_sort[i]

        array_to_sort[i] = array_to_sort[j]

        array_to_sort[j] = tmp*/

      
//}

    
}

  
}

  
array_to_sort
[
i
 
+
 
1
],
 
array_to_sort
[
ilast_part
]
 
=
 
array_to_sort
[
ilast_part
],
 
array_to_sort
[
i
 
+
 
1
]

  
/*tmp := array_to_sort[i + 1]

  array_to_sort[i + 1] = array_to_sort[ilast_part]

  array_to_sort[ilast_part] = tmp*/

  
return
 
i
 
+
 
1

}

// ifirst: index of first

// ilast: index of last

fn
 
quick_sort_helper
<
T
>
(
mut
 
array_to_sort
 
[]
T
,
 
ifirst
 
int
,
 
ilast
 
int
,
 
compare
 
fn
 
(
a
 
T
,
 
b
 
T
)
 
bool
)
 
{

  
if
 
ifirst
 
<
 
ilast
 
{

    
partition_index
 
:
=
 
partition
<
T
>
(
mut
 
array_to_sort
,
 
ifirst
,
 
ilast
,
 
compare
)

    
quick_sort_helper
<
T
>
(
mut
 
array_to_sort
,
 
ifirst
,
 
partition_index
 
-
 
1
,
 
compare
)

    
quick_sort_helper
<
T
>
(
mut
 
array_to_sort
,
 
partition_index
 
+
 
1
,
 
ilast
,
 
compare
)

  
}

}

fn
 
quick_sort
<
T
>
(
mut
 
array_to_sort
 
[]
T
,
 
compare
 
fn
 
(
a
 
T
,
 
b
 
T
)
 
bool
)
 
{

  
quick_sort_helper
<
T
>
(
mut
 
array_to_sort
,
 
0
,
 
array_to_sort
.
len
 
-
 
1
,
 
compare
)

}

fn
 
quick_sort_clone
<
T
>
(
array_to_sort
 
[]
T
,
 
compare
 
fn
 
(
a
 
T
,
 
b
 
T
)
 
bool
)
 
[]
T
 
{

  
mut
 
array_to_sort_clone
 
:
=
 
array_to_sort
.
clone
()

  
quick_sort_helper
<
T
>
(
mut
 
array_to_sort_clone
,
 
0
,
 
array_to_sort_clone
.
len
 
-
 
1
,
 
compare
)

  
return
 
array_to_sort_clone

}

```